# Striatheca lineata
Striatheca lineata är en skalbaggsart som beskrevs av White 1973. Striatheca lineata ingår i släktet Striatheca och familjen trägnagare. Inga underarter finns listade i Catalogue of Life.